# Karin Gerber
Karin Gerber (* 1971) ist eine Schweizer Triathletin.

## Werdegang
Karin Gerber startet vorwiegend bei Triathlon-Bewerben auf der Langdistanz.
2005 konnte sie sich die starke Radfahrerin für einen Startplatz beim Ironman Hawaii qualifizieren und ihr grösster Erfolg bisher war 2008 der zweite Platz beim Ironman in Wisconsin.
Im September 2011 wurde sie In Zofingen Duathlon-Weltmeisterin In der Altersklasse 40–44 auf der Langdistanz (erster Lauf 10 km, Radstrecke 150 km und zweiter Lauf 30 km).
Karin Gerber ist hauptberuflich in einem Architekturbüro tätig.
Sie lebt in Bern und startet für den Verein Triathlon Bern.

## Sportliche Erfolge
| Datum/Jahr    | Rang | Wettbewerb                                       | Austragungsort | Zeit       | Bemerkung                                            |
| ------------- | ---- | ------------------------------------------------ | -------------- | ---------- | ---------------------------------------------------- |
| 25. Juni 2011 | 3    | Spiezathlon                                      | Spiez          | 02:12:25,0 | auf der olympischen Distanz                          |
| 29. Mai 2011  | 5    | TriStar 111 Germany                              | Worms          | 04:09:44   | 1 km Schwimmen, 100 km Radfahren und 10 km Laufen    |
| 30. Apr. 2011 | 6    | Challenge Fuerteventura                          | Fuerteventura  | 05:10:14   | 1,9 km Schwimmen, 90 km Radfahren und 21,1 km Laufen |
| 2008          |      | Züri Triathlon                                   | Zürich         | 02:14:48,7 | 1. Rang Frauen AK1                                   |
| 5. Aug. 2007  | 1    | Triathlon de Nyon                                | Nyon           | 02:25:11,1 |                                                      |
| 2007          | 9    | Ironman 70.3 Switzerland                         | Rapperswil     | 04:36:02   |                                                      |
| 2. Sep. 2006  |      | ITU Short Distance Triathlon World Championships | Lausanne       | 02:32:55   | 1. Rang Femme Senior 1 (1962–1971)                   |
| 30. Juli 2000 | 1    | Classic Triathlon Zürich                         | Zürich         | 02:07:19   |                                                      |

| Datum/Jahr    | Rang | Wettbewerb           | Austragungsort | Zeit     | Bemerkung                                                                                             |
| ------------- | ---- | -------------------- | -------------- | -------- | --- |
| 24. Sep. 2016 | 10   | Ironman Mallorca     | Alcúdia        | 09:56:24 | |
| 30. Juni 2013 | 15   | Ironman Austria      | Klagenfurt     | 09:46:18 | |
| 13. Okt. 2012 | 54   | Ironman Hawaii       | Hawaii         | 10:24:45 | |
| 17. Juni 2012 | 4    | Ironman Regensburg   | Regensburg     | 10:00:31 | |
| 3. Okt. 2010  | 3    | TriStar 222 Sardinia | Sardinien      | 08:33:56 | Dritte in Sardinien – mit der schnellsten Radzeit (2 km Schwimmen, 200 km Radfahren und 20 km Laufen) |
| 7. Sep. 2008  | 2    | Ironman Wisconsin    | Madison        | 09:49:46 | Zweite bei der siebten Austragung in Wisconsin, knapp hinter der US-Amerikanerin Hillary Biscay       |
| 2006          | 7    | Ironman Wisconsin    | Madison        | 10:40:53 | |
| 15. Okt. 2005 |      | Ironman Hawaii       | Hawaii         | 10:45:19 | 19. Rang in der Altersklasse W30–34                                                                   |
| 17. Juli 2005 | 6    | Ironman Switzerland  | Zürich         | 10:15:21 | |

| Datum/Jahr    | Rang | Wettbewerb                                     | Austragungsort | Zeit       | Bemerkung |
| ------------- | ---- | ---------------------------------------------- | -------------- | ---------- | --- |
| 8. Sep. 2013  | 8    | ITU Duathlon Long Distance World Championships | Zofingen       | 07:34:26   | Duathlon-Weltmeisterschaft beim Powerman Zofingen                                                                                      |
| 4. Sep. 2011  | 6    | ITU Duathlon Long Distance World Championships | Zofingen       | 07:39:44,7 | bei der im Rahmen des Powerman Zofingen ausgetragenen Duathlon-Weltmeisterschaft als beste Schweizerin Siegerin der Altersklasse 40–44 |
| 11. Juni 2011 | 3    | Swisscup-Rennen                                | Mühleturnen    | 01:37:04   | im Duathlon hinter Renata Bucher und Nicole Klingler                                                                                   |

(DNF – Did Not Finish)